# Château Monaldeschi-Funari
 (mai 2024).
La mise en forme du texte ne suit pas les recommandations de Wikipédia : il faut le « wikifier ».
Les points d'amélioration suivants sont les cas les plus fréquents. Le détail des points à revoir est peut-être précisé sur la page de discussion.
- Les titres sont pré-formatés par le logiciel. Ils ne sont ni en capitales, ni en gras.
- Le texte ne doit pas être écrit en capitales (les noms de famille non plus), ni en gras, ni en italique, ni en « petit »…
- Le gras n'est utilisé que pour surligner le titre de l'article dans l'introduction, une seule fois.
- L'italique est rarement utilisé : mots en langue étrangère, titres d'œuvres, noms de bateaux, etc.
- Les citations ne sont pas en italique mais en corps de texte normal. Elles sont entourées par des guillemets français : « et ».
- Les listes à puces sont à éviter, des paragraphes rédigés étant largement préférés. Les tableaux sont à réserver à la présentation de données structurées (résultats, etc.).
- Les appels de note de bas de page (petits chiffres en exposant, introduits par l'outil «  Source ») sont à placer entre la fin de phrase et le point final[comme ça].
- Les liens internes (vers d'autres articles de Wikipédia) sont à choisir avec parcimonie. Créez des liens vers des articles approfondissant le sujet. Les termes génériques sans rapport avec le sujet sont à éviter, ainsi que les répétitions de liens vers un même terme.
- Les liens externes sont à placer uniquement dans une section « Liens externes », à la fin de l'article. Ces liens sont à choisir avec parcimonie suivant les règles définies. Si un lien sert de source à l'article, son insertion dans le texte est à faire par les notes de bas de page.
- La présentation des références doit suivre les conventions bibliographiques. Il est recommandé d'utiliser les modèles {{Ouvrage}}, {{Chapitre}}, {{Article}}, {{Lien web}} et/ou {{Bibliographie}}. Le mode d'édition visuel peut mettre en forme automatiquement les références.
- Insérer une infobox (cadre d'informations à droite) n'est pas obligatoire pour parachever la mise en page.

Pour une aide détaillée, merci de consulter Aide:Wikification.
Si vous pensez que ces points ont été résolus, vous pouvez retirer ce bandeau et améliorer la mise en forme d'un autre article.
Le Castelluzzo ou Château Monaldeschi-Funari est un bâtiment fortifié situé entre Orvieto et Lubriano, sur la Via Romea Germanica, à l'intersection de deux anciennes routes : la voie romaine qui reliait Bolsena à certains gués du Tibre ; et la route qui reliait Orvieto et Ferento. Considérablement transformé au fil des siècles, il conserve dans son architecture les traces d'une continuité de vie sur neuf siècles.

## Histoire

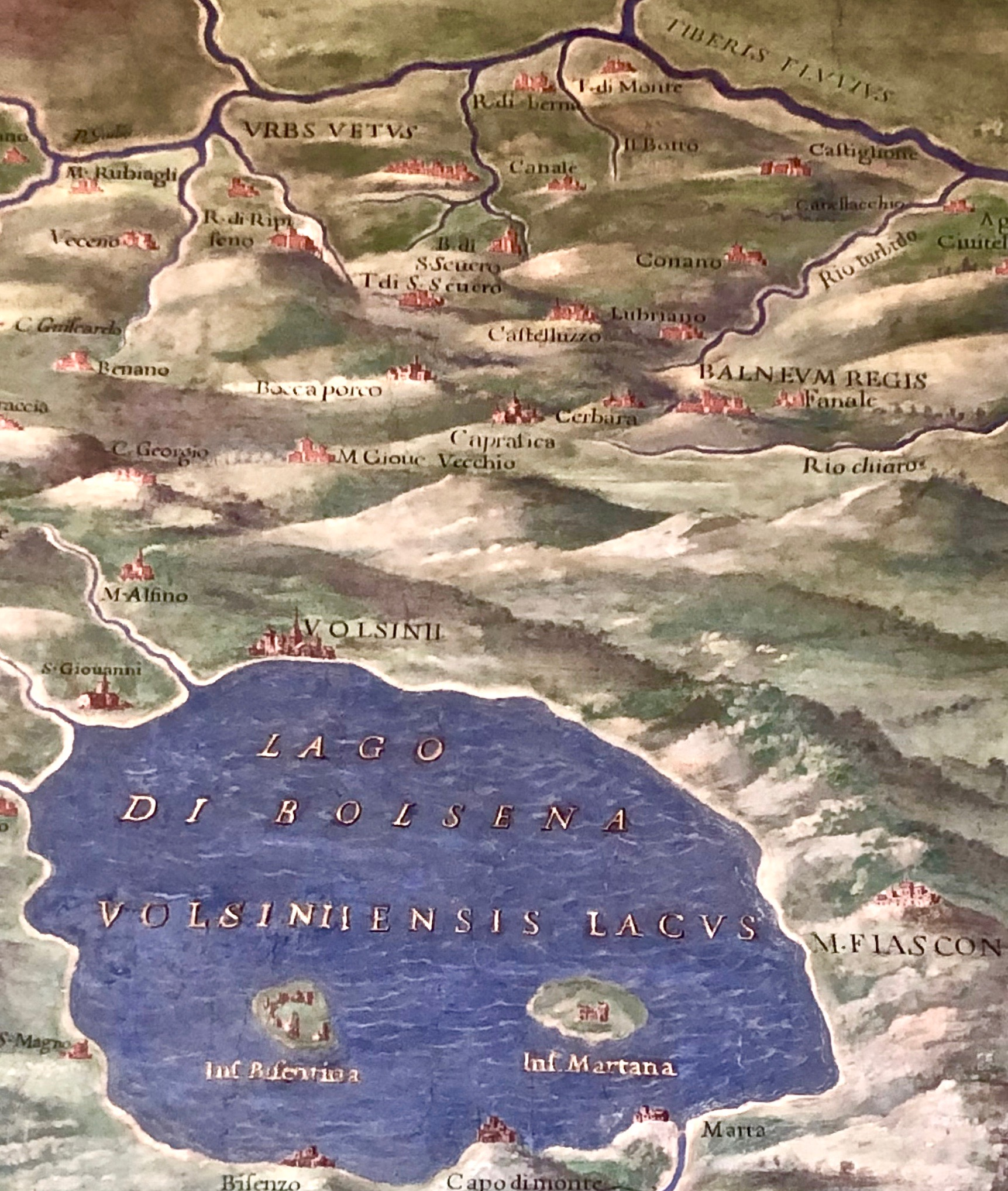
Castelluzzo dans la Galerie des Cartes Géographiques aux Musées du Vatican

Le Castelluzzo (qui en italien signifie "petit château", d'origine médiévale précoce) est inscrit au registre foncier d'Orvieto depuis 1292. À cette époque, il fait partie d'un réseau de fortifications établi par la famille Monaldeschi sur le territoire sur lequel ils exercent leur pouvoir féodal depuis le XIe siècle; en particulier, il serait une étape probable de la Via Romea Germanica dans le tronçon d'Orvieto à Lubriano, comme le démontreraient les toponymes d'édifices ou de fermes autour de Castelluzzo (comme Osteriaccia - la "vieille taverne" - ou Valle dell'Oste - la "vallée de l'hôte" - véritables "stations-service" de l'époque). Ayant échappé à des siècles de guerres fratricides sur le territoire contrôlé par les Monaldeschi, il fut conquis et mise à sac par le capitaine mercenaire Angelo di Lavello dit Tartaglia en 1413 ; le 7 août 1441, c'était le lieu des accords entre Orvieto et Bagnoregio par le comte Simonetto de Castel di Piero,. À la fin du XVIe siècle, il constituait encore un lieu d'importance stratégique dans le réseau routier du Haut Latium, comme en témoigne sa présence, aux côtés des principaux édifices défensifs et des agglomérations urbaines entre Viterbe et Orvieto, dans la Galerie des Cartes Géographiques réalisée par le géographe Ignazio Danti dans les palais du Vatican.

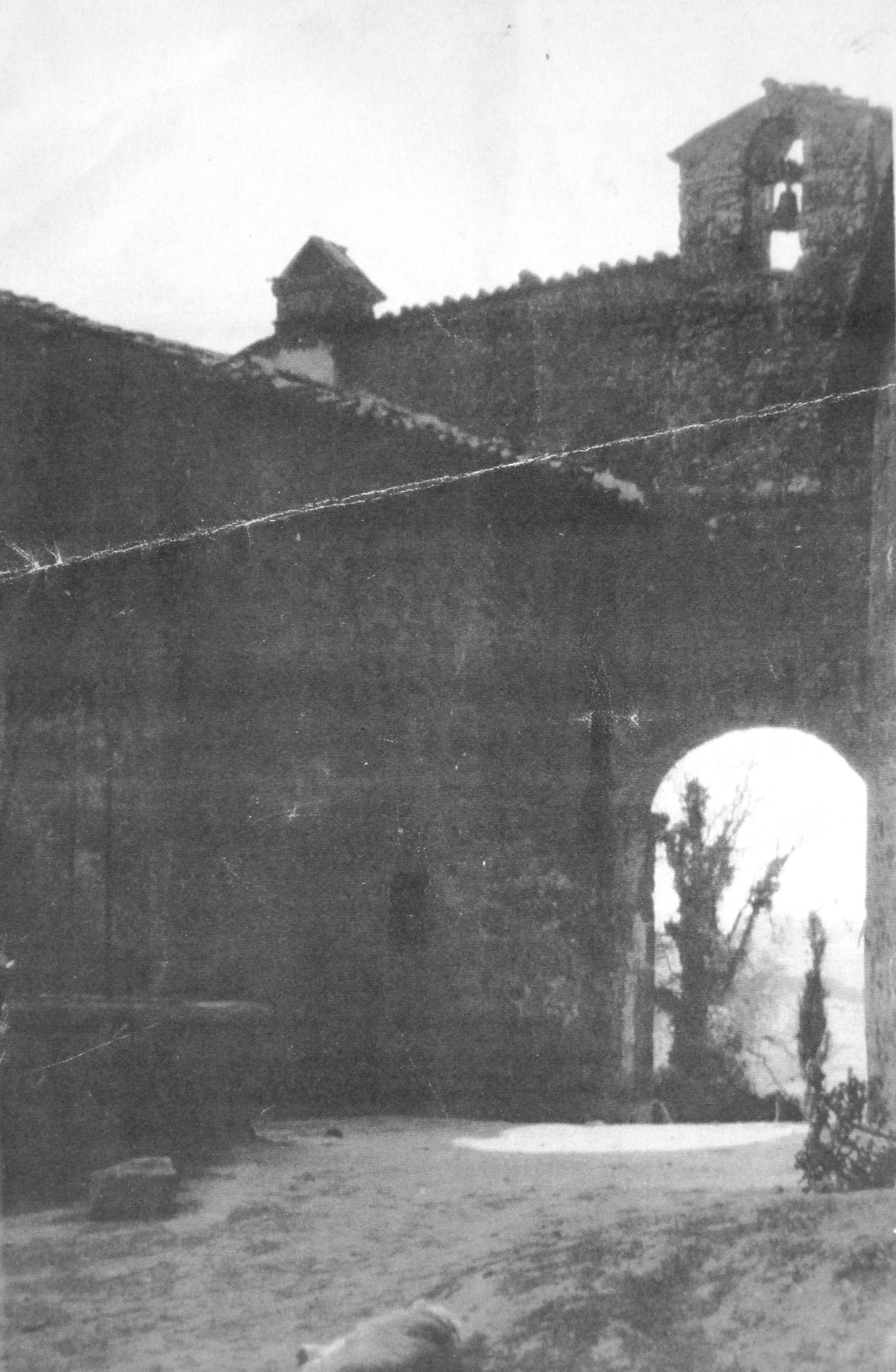
Le campanile au-dessus de la porte cochère dans une image de la fin du XIXe siècle.

Le rapport d'une visite pastorale du 1er juin 1617 montre que le propriétaire de Castelluzzo est toujours un membre de la famille Monaldeschi, Nicola. Acquis, par contrat de mariage, à la noble famille Buzi-Magoni d'Orvieto, Castelluzzo fut restauré comme résidence de campagne par les nouveaux propriétaires en 1661 (date gravée dans les architraves de l'étage principal avec le nom de Gaspar Magonius). L'édifice subit d'importants dégâts lors du célèbre tremblement de terre de la vallée de la Teverina en 1695, comme en témoignent encore les vastes réparations apportées aux murs médiévaux entre XVIIe et XVIIIe siècles. Au XIXe siècle, un campanile fut érigé sur la porte cochère; le nom de Roberto Magoni est gravé sur la cloche en bronze. Castelluzzo fut ensuite le protagoniste des événements majeurs de l'histoire de l'Italie : entre autres, les troupes de Garibaldi y séjournèrent en 1867 :

« Allorché poi nell'autunno un numero considerevole di persone [...] stava [...] per irrompere da Orvieto nella vicina Bagnorea, [...] il Coppa [...] corse nel giorno 30 settembre [...] nella anzidetta città di Orvieto per abboccarsi con quelli che dovevano invadere la Provincia Viterbese [...] e [...] tornò in Bagnorea ad osservare il momento della partenza delle truppe pontificie, non solo per andare a chiamare tosto una colonna di garibaldini che erasi già avanzata e collocata al Castelluzzo (casino di campagna dell'Ùrvietano Sig. Nazzareno Magoni, e situato nel territorio Bagnorese a tre miglia di distanza) ma ancora per servire da guida a detta colonna [...] »

— Adriano Sconocchia, Le camicie rosse alle porte di Roma : il tentativo garibaldino del 1867 a Roma e nello Stato Pontificio : la rivolta di Cori, Roma, Gangemi, 2011, p. 21

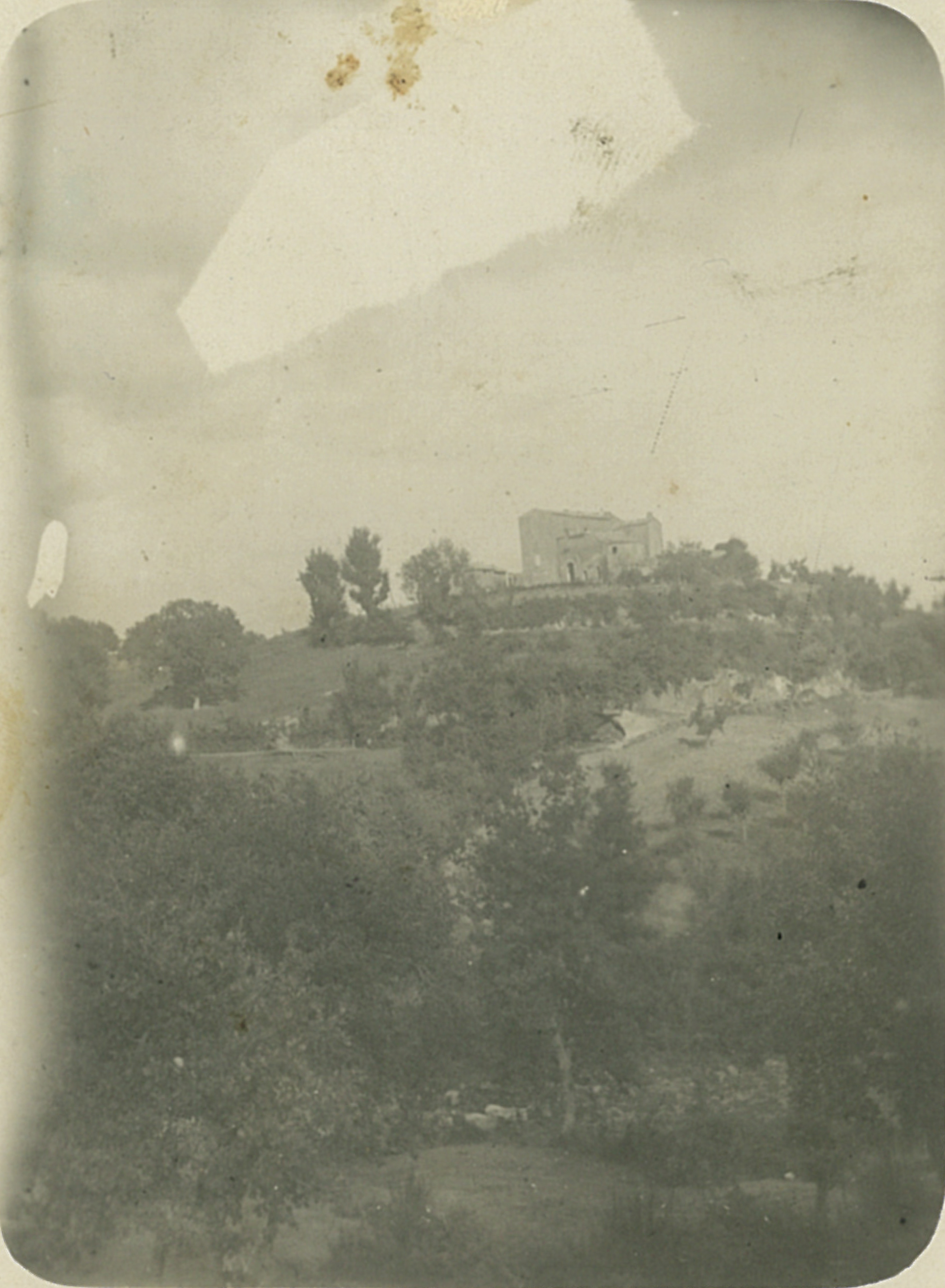
Castelluzzo à la fin du XIXe siècle.

Avec la mort de Nazareno Magoni en 1890, Castelluzzo passa à la famille Montini d'Orvieto. Occupée par les troupes allemandes, l'édifice subit les bombardements alliés pendant la Seconde Guerre mondiale. En 1952, dit-on, Federico Fellini, visita Castelluzzo comme lieu possibile pour le tournage de La Strada.

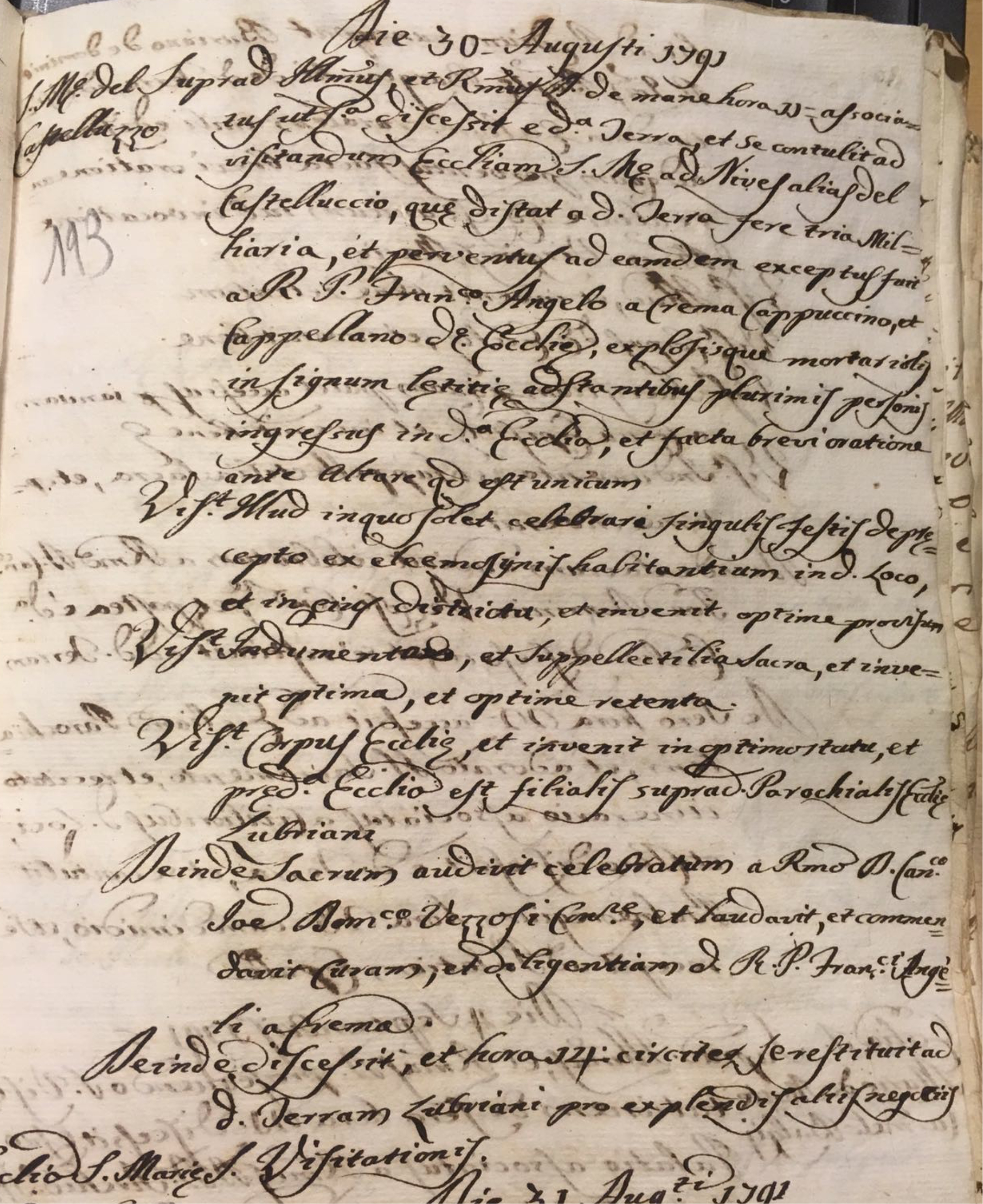
Visite pastorale du 30 août 1791
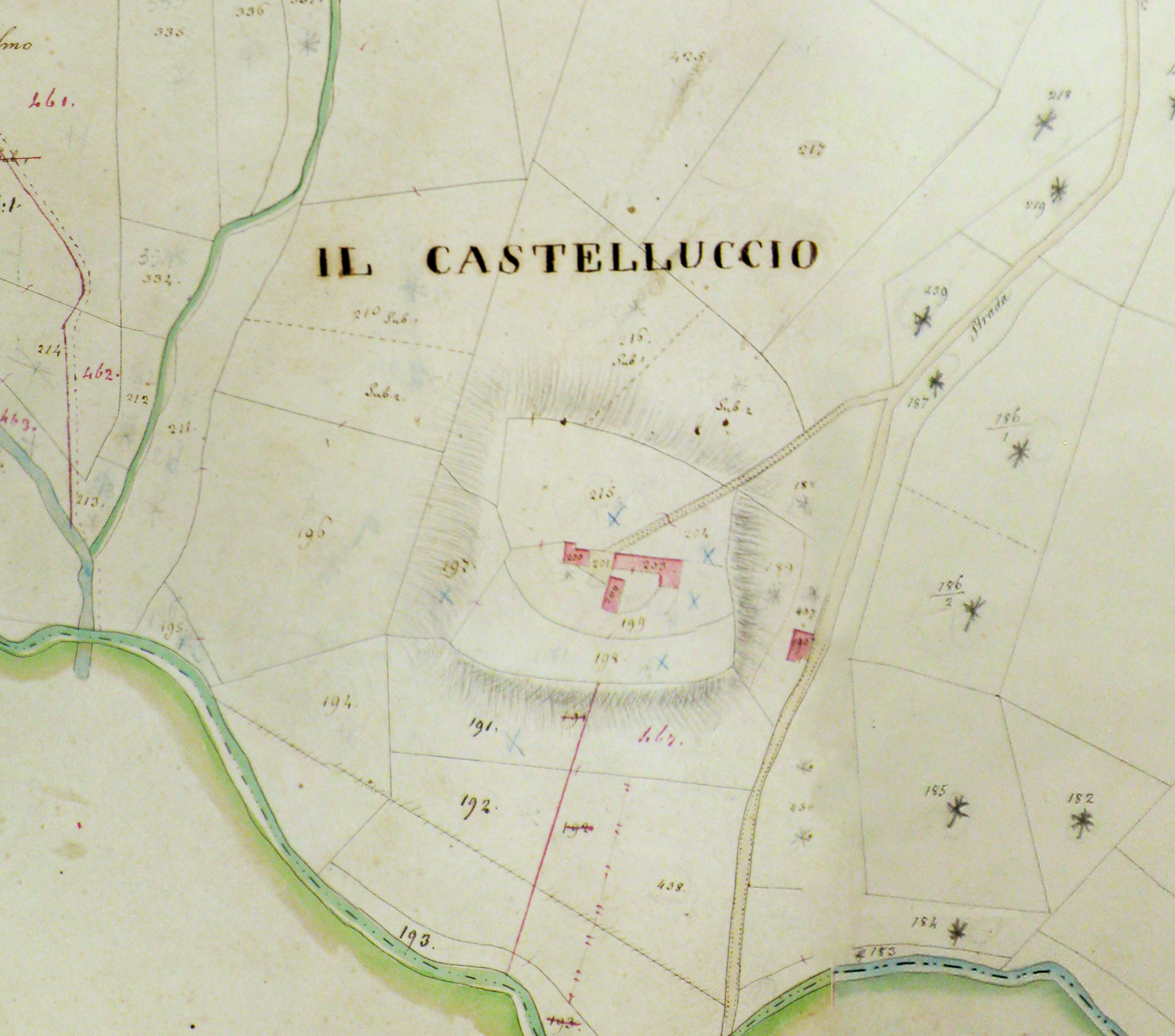
Castelluzzo dans le cadastre grégorien (1816-1835)

## Description

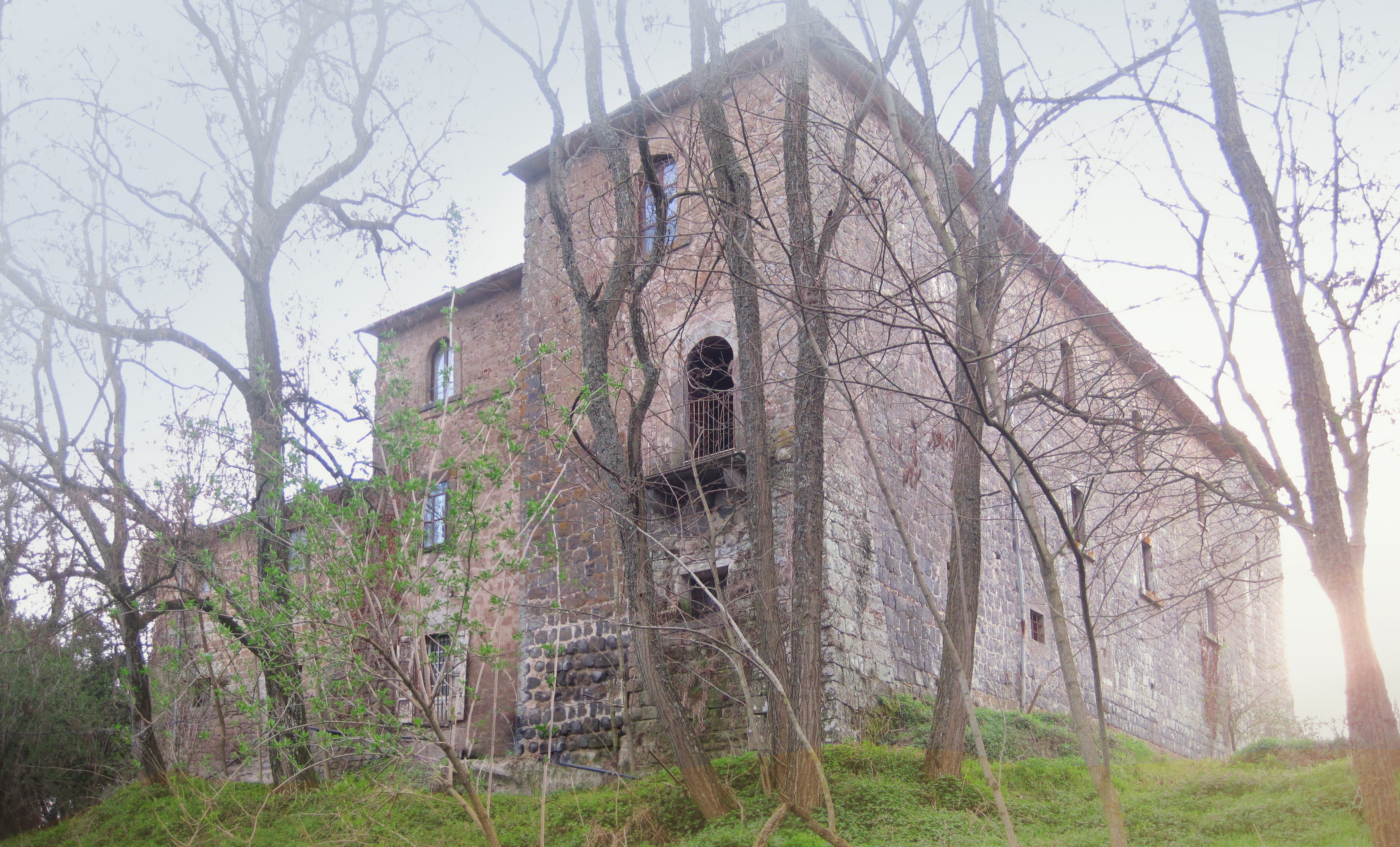
Castelluzzo vu depuis la falaise d'Osteriaccia

Le chateau se dresse sur une colline de tuf à trois kilomètres de Lubriano, entre le Fosso Cieco à l'est et le Fosso delle Brunette à l'ouest, au carrefour et à la défense de deux anciennes voies, la voie romaine qui reliait Bolsena à quelques gués du Tibre ; et la route qui reliait Orvieto et Ferento. L'ensemble fortifié se développe autour d'une cour intérieure équipée d'une citerne voûtée de récupération des eaux pluviales témoignant d'un premier noyau médiéval de l'édifice.
La structure, née autour d'un donjon (aujourd'hui incorporé au volume de l'édifice), se présente comme un grand bâtiment central, à trois étages, délimité au nord-est et au nord-ouest par deux tours ; et entouré d'autres bâtiments mineurs, qui conservent dans leurs structures des fragments de l'enceinte ancienne : une maison de fermiers à l'ouest ; quelques ruines au sud ; une grande grange avec garage agricole à l'ouest (construits dans les années 1970, à la place des anciennes écuries). À l'extérieur de l'enceinte, juste en face de la porte cochère, se dresse La chapelle de la Madonna della Neve (Notre-Dame-des-Neiges), probablement bâtie à partir d'anciennes structures défensives antérieures, conservant à l'intérieur des traces de fresques du XVe siècle.

## Chapelle de Notre-Dame-des-Neiges

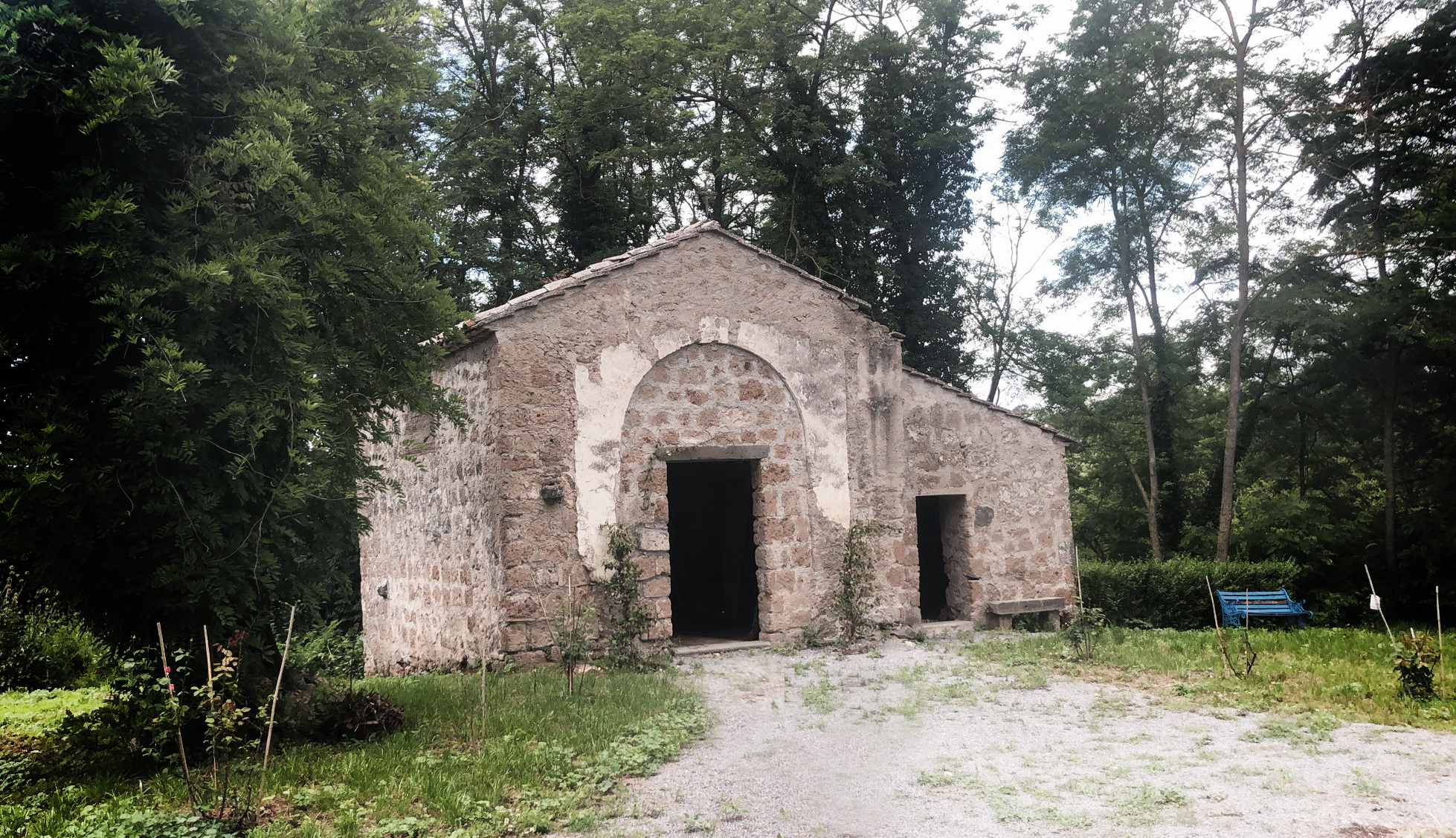
La chapelle de Madonna della Neve (Notre-Dame-des-Neiges)

Probablement construite sur les restes d'une ancienne tour de contrôle d'accès au château, la chapelle de Notre-Dame-des-Neiges (un bâtiment de plan central avec une sacristie attenante) est située immédiatement à l'extérieur de la cour. Une stratigraphie intéressante est lisible à l'intérieur: lors des travaux d'entretien de la toiture, deux meurtrières murées ont été trouvées près de l'autel ainsi que des restes de fresques datant du XVe siècle et représentant saint Sébastien, surmonté du Saint-Esprit et entouré de décorations florales et de bandes turquoise.
Pour ce qui concerne la fonction exercée par l'église au cours des siècles, nous apprenons d'un procès civil du 9 décembre 1604 qu'elle est le siège paroissial du territoire de Castelluzzo. Déjà à la fin du XVIIIe siècle, cependant, elle est réduite à une branche de l'église de Lubriano : « Le 30 août 1791, Notre-Dame-des-Neiges, Castelluzzo. L'illustre et très révérend susmentionné D., à 11 heures du matin [...] [...] vint dudit village [Lubriano] et alla visiter l'église de Notre-Dame-des-Neiges, c'est-à-dire de Castelluzzo, qui est à environ trois kilomètres du village ; et une fois arrivé, il fut accueilli par le Révérend Père Francesco Angelo da Crema, Capucin, curé de l'Église ; en signe de liesse, des pétards furent tirés devant de nombreuses personnes ; il entra dans ladite église, et fit une courte prière devant le maître-autel, qui est le seul qui s'y trouve. Il vit les lieux où l'on célèbre habituellement les jours saints d'obligation, grâce à l'aumône des habitants de Castelluzzo et de la commune, et il y trouva de très belles choses. Il vit les vêtements et les meubles sacrés et en trouva certains qui étaient excellents et bien entretenus. Il vit le bâtiment de l'église (qui est une branche de l'église paroissiale de Lubriano susmentionnée) et le trouva en excellent état. Ensuite, il écouta la célébration du Très Révérend Chanoine Giovan Domenico Vezzosi [...], et loua et recommanda avec exubérance la diligence et l'assiduité du Révérend Père Francesco Angelo da Crema. Puis il redescendit vers deux heures de l'après-midi et repartit vers le village de Lubriano pour accomplir d'autres engagements qu'il avait à l'église de Santa Maria della Visitazione. 31 août 1791 » Au tournant des XIXe et XXe siècles, l'édifice est relégué à la fonction de chapelle privée desservant le château. Après la Seconde Guerre mondiale, les espaces de l'église Notre-Dame-des-Neiges furent utilisés comme école rurale pour les familles d'agriculteurs. Restaurée dans les années 90, elle a reçu la visite du Serviteur de Dieu, le Père Gianfranco Maria Chiti, qui y a célébré la Sainte Messe.
L'église conserve encore la Madone Pèlerine, une effigie de la Vierge du Poggio vénérée à Lubriano qui, le jour de la fête, était portée en procession à travers la campagne et les fermes de la région.

## La Torraccia

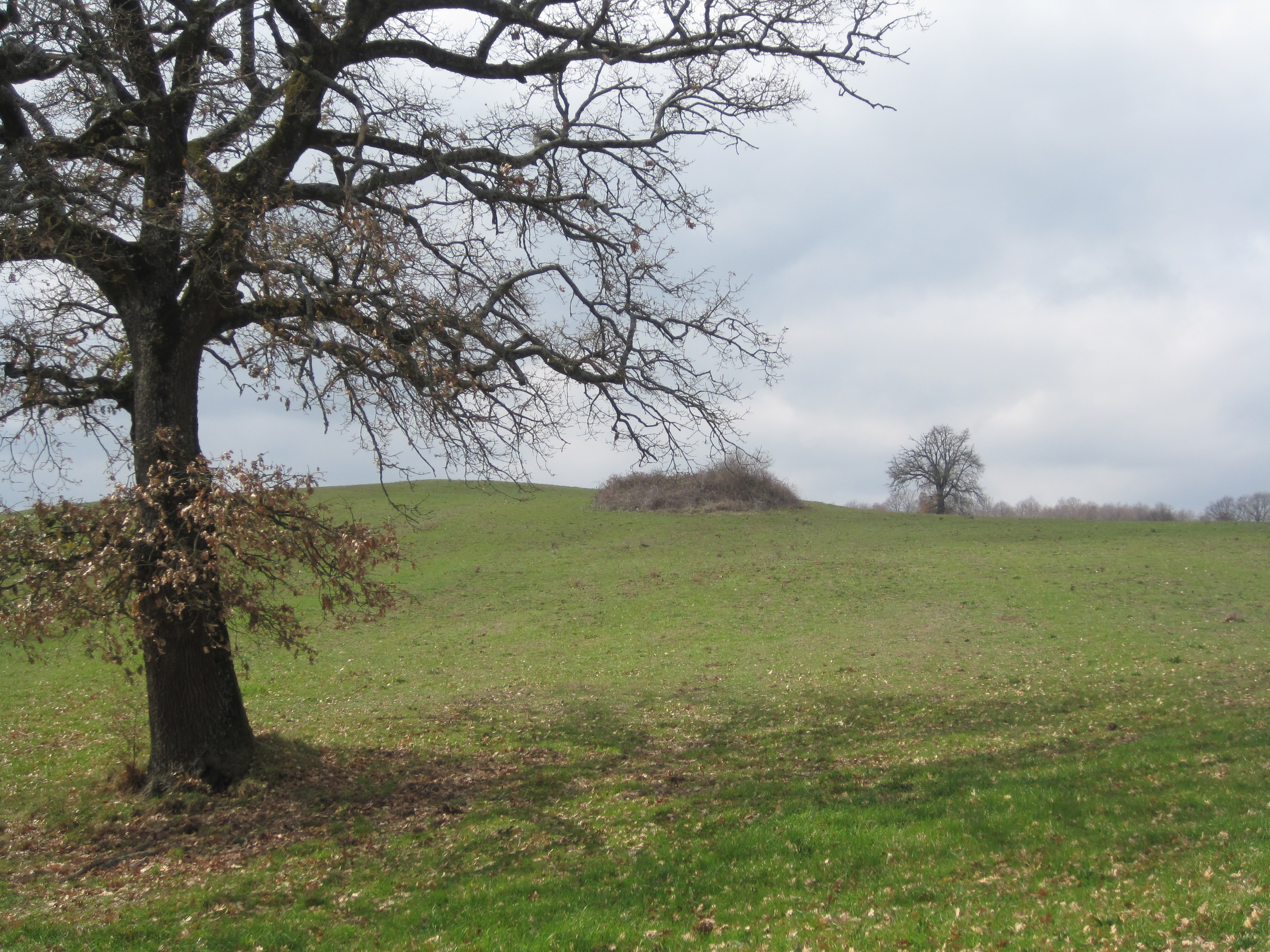
Une image des ruines de Torraccia couvertes de végétation

À environ deux kilomètres du chateau, en direction nord et exactement à l'intersection des deux fossés qui servaient à la défense du chateau (le fossé Cieco et le fossé Brunette) se trouvent les restes d'un autre système défensif structuré autour d'une tour (sorte de tête de pont) qui vit encore sous le toponyme de la ferme sur laquelle elle se trouve (La Torraccia, la "vieille tour").